# Madžari (Sisak)
Madžari est un village de la municipalité de Sisak (comitat de Sisak-Moslavina) en Croatie. Au recensement de 2011, le village comptait 237 habitants.